# Béthisy-Saint-Pierre
Béthisy-Saint-Pierre is een gemeente in het Franse departement Oise (regio Hauts-de-France). De plaats maakt deel uit van het arrondissement Senlis. Béthisy-Saint-Pierre telde op 1 januari 2022 3.133 inwoners.

## Geografie
De oppervlakte van Béthisy-Saint-Pierre bedroeg op 1 januari 2022 6,53 vierkante kilometer; de bevolkingsdichtheid was toen 479,8 inwoners per km².

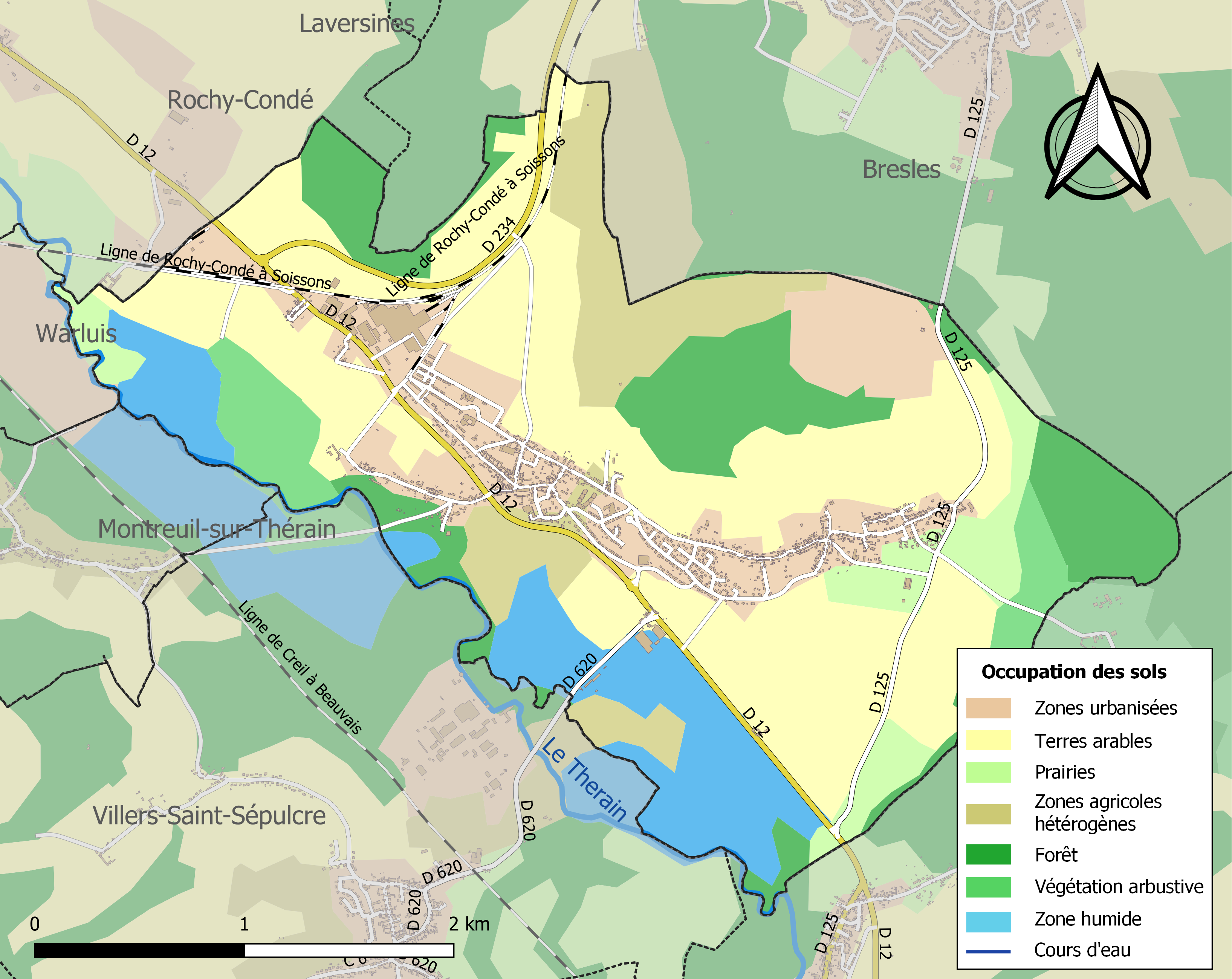
Kaart van de gemeente met belangrijkste infrastructuur, bodemgebruik en omliggende gemeenten

## Demografie
Onderstaande figuur toont het verloop van het inwonertal (bron: INSEE-tellingen).

## Bezienswaardigheden
- Château de la Douye